# Estadio Glorias Deportivas Baruenses
Estadio Glorias Deportivas Baruenses Es un estadio de béisbol ubicado en el barrio Río Mar, Puerto Armuelles, Distrito de Barú, corregimiento de Puerto Armuelles, Provincia de Chiriquí. Es la casa del equipo de Béisbol Juvenil y Mayor de Chiriquí Occidente.

## Historia

### Década de los 90
En 1990 se inicia la lucha por tener una nueva provincia deportiva en la República de Panamá y en 1994 se logran las firmas suficientes para la creación de la nueva provincia deportiva. Luego de 3 años de lucha se logra la construcción del nuevo Estadio Glorias Deportivas Baruenses.
En 1994 se inauguró el estadio con la presencia de personalidades de todo el país.

### Años 2000
En diciembre de 2003 se cerró debido a los daños del terremoto.
En enero de 2005 fue reabierto después de reparaciones.

### Años 2010
El gobierno central bajo la administración Varela a través del Instituto Panameño del Deporte (Pandeportes), invirtió 31 millones 787 mil 615 balboas y 80 centavos, en 28 proyectos de infraestructura en la provincia de Chiriquí, con el fin de brindarles a los deportistas y aficionados un lugar en acorde con la realidad deportiva de esta provincia panameña. Entre los proyectos que se ejecutaron se encontraba el estudio, diseño, construcción y equipamiento del estadio de béisbol Glorias Deportivas Baruenses, por un monto de 4 millones de balboas.
En julio de 2017 se inició la licitación para la construcción de un mejor y nuevo estadio en el mismo sitio. Iniciada su construcción en el 2018, y finalizada en el 2020, el estadio Glorias Deportivas Baruenses fue construido en su mayoría por mano de obra oriunda de Puerto Armuelles y por la empresa Constructora Riga Services.

### 2021
El 20 de marzo de 2021 fue la inauguración del Campeonato Nacional de Béisbol Juvenil 2021 y también la inauguración del nuevo Estadio Glorias Deportivas Baruenes. La novena de Chiriquí Occidente inauguró el nuevo Estadio Glorias Deportivas Baruenses con una victoria de 8-2 sobre su vecino de Chiriquí.

## Instalaciones
Valorado en 8,946 balboas y 05 centésimas (B/8,000,946.05), el nuevo Glorias Deportivas Baruenses cuenta con gradas prefabricadas de concreto con capacidad para 4,000 personas sentadas en butacas, 3,900 generales y 100 VIP con butacas especiales, además de palcos, cubículos para prensa, electrónicos tablero, ascensor para 8 personas y dormitorios de jugadores para cada equipo con 18 camarotes.
Además, el estadio cuenta con áreas verdes (paisajismo), estacionamientos de asfalto u hormigón, accesos, cuarto eléctrico, sistema de circuito cerrado de vigilancia, sistema de alarma contra incendios y rociadores. El césped del estadio es del tipo Zoysia Toro y La pantalla gigante del estadio es la segunda pantalla gigante más grande del país, con unos 60mts2.Los apagones o interrupciones de energía eléctrica no serán un gran inconveniente pues el estadio también cuenta con una planta eléctrica de emergencia.

## Nombre
El origen de su nombre es un homenaje a las grandes figuras del deporte, que alguna vez dieron brillo al Distrito de Barú a nivel nacional e internacional.

### Enlaces Externos
- Datos: Q115799251